# Вейсэ
 Вейсэ  — посёлок в Большеберезниковском районе Мордовии в составе Шугуровского сельского поселения.

## География
Находится на расстоянии примерно 11 километра по прямой на северо-восток от районного центра села Большие Березники.

## История
Основан в годы коллективизации. В 1931 году отмечено 37 дворов. Название в переводе с эрзянского означает «вместе».

## Население
| 2002 | 2010 |
| ---- | ---- |
| 27   | ↘17  |

Постоянное население составляло 27 человек (мордва-эрзя 100 %) в 2002 году, 17 в 2010 году.